# إليزابيث كورك
إليزابيث كورك (بالإنجليزية: Elizabeth Crook) (1959، هيوستن في الولايات المتحدة)؛ روائية أمريكية.